# Thierry Ambrose
Thierry Winston Jordan Ambrose (sinh ngày 28 tháng 3 năm 1997) là một cầu thủ bóng đá chuyên nghiệp hiện tại đang thi đấu ở vị trí tiền đạo cho câu lạc bộ Kortrijk. Anh từng đại diện cho Pháp ở cấp độ trẻ, và thi đấu cho Đội tuyển bóng đá quốc gia Guadeloupe.

## Sự nghiệp thi đấu quốc tế
Ambrose sinh ra tại Pháp, là người gốc Guadeloupe và Madagascar. Anh đã từng thi đấu ở các cấp độ đội tuyển trẻ của Pháp. Anh ra mắt quốc tế cho Guadeloupe trong trận thua 2–0 trước Cabo Verde vào ngày 23 tháng 3 năm 2022.

## Thống kê sự nghiệp

### Câu lạc bộ
Tính đến 30 tháng 7 năm 2020
| Câu lạc bộ          | Mùa giải            | Giải đấu                    | Giải đấu | Giải đấu | Cúp quốc gia | Cúp quốc gia | Giải đấu cúp | Giải đấu cúp | Khác | Khác | Tổng cộng | Tổng cộng |
| Câu lạc bộ          | Mùa giải            | Hạng                        | Trận     | Bàn      | Trận         | Bàn          | Trận         | Bàn          | Trận | Bàn  | Trận      | Bàn       |
| ------------------- | ------------------- | --------------------------- | -------- | -------- | ------------ | ------------ | ------------ | ------------ | ---- | ---- | --------- | --------- |
| Manchester City     | 2017–18             | Giải bóng đá Ngoại hạng Anh | 0        | 0        | 0            | 0            | 0            | 0            | 0    | 0    | 0         | 0         |
| NAC Breda (mượn)    | 2017–18             | Eredivisie                  | 30       | 10       | 1            | 0            | —            | —            | —    | —    | 31        | 10        |
| Lens (mượn)         | 2018–19             | Ligue 2                     | 32       | 4        | 1            | 0            | 2            | 0            | 4    | 1    | 40        | 5         |
| Metz (mượn)         | 2019–20             | Ligue 1                     | 18       | 0        | 1            | 0            | 0            | 0            | —    | —    | 19        | 0         |
| Tổng cộng sự nghiệp | Tổng cộng sự nghiệp | Tổng cộng sự nghiệp         | 80       | 14       | 3            | 0            | 2            | 0            | 4    | 1    | 89        | 14        |

## Bàn thắng quốc tế
Tỷ số và kết quả liệt kê bàn thắng đầu tiên của Guadeloupe, cột điểm cho biết điểm số sau mỗi bàn thắng của Ambrose.
| # | Thời gian           | Địa điểm                                            | Đối thủ    | Ghi bàn | Kết quả | Giải đấu                        |
| - | ------------------- | --------------------------------------------------- | ---------- | ------- | ------- | ------------------------------- |
| 1 | 26 tháng 3 năm 2022 | Stade Robert Bobin, Bondoufle, Pháp                 | Martinique | 2–2     | 3–4     | Giao hữu                        |
| 2 | 2 tháng 6 năm 2022  | Stade René Serge Nabajoth, Les Abymes, Guadeloupe   | Cuba       | 2–1     | 2–1     | CONCACAF Nations League 2022–23 |
| 3 | 10 tháng 6 năm 2022 | Daren Sammy Cricket Ground, Gros Islet, Saint Lucia | Barbados   | 1–0     | 1–0     | CONCACAF Nations League 2022–23 |
| 4 | 13 tháng 6 năm 2022 | Stade René Serge Nabajoth, Les Abymes, Guadeloupe   | Barbados   | 1–0     | 2–1     | CONCACAF Nations League 2022–23 |
| 5 | 27 tháng 7 năm 2023 | BMO Field, Toronto, Canada                          | Canada     | 1–0     | 2–2     | Cúp Vàng CONCACAF 2023          |